# فشاغ قاس
سميلكس أسبيرا  أو عشبة رومية أو صَبرين أو فُشاغ أو شَبْشِين أو عشبة مغربية أو صبرين أو قشاع، وتعرف أيضًا بأسماء "سميلكس شائع"، "شائك العقدة"، "السارساباريل"، و"سميلكس البحر الأبيض المتوسط"، هي نوع من النباتات المزهرة والكريبة في عائلة البواب الأخضر، هي نوع من أنواع النباتات المتسلقة المزهرة التي تنتمي إلى فصيلة الفشاغيات.